# Zelica thalassina
Zelica thalassina is een vlinder uit de familie van de tandvlinders (Notodontidae). De wetenschappelijke naam van de soort is voor het eerst geldig gepubliceerd in 1856 door Herrich-Schäffer.